# Discantus
Discantus (gr. dís - dwa razy; łac. cantus - śpiew, discantus - niezgodny, przeciwstawny śpiew) - technika w polifonii średniowiecznej.
W średniowiecznych klasztornych szkołach Szkoła St. Martial i Notre-Dame (XI/XII w.) w technice discantus wprowadzono dokładną rytmizację głosów opartą na starogreckich stopach metrycznych. Zamiast długobrzmiących nut chorałowych wprowadzono głosy śpiewające w tych samych lub podobnych wartościach rytmicznych. Mogły one być przeciwstawiane sylabami w obu głosach, które prowadzone były zgodnie z tekstem, w tym samym sylabicznym pulsie. Możliwe było także przeciwstawianie melizmatów, realizowanych przez oba głosy w długich frazach bez tekstu na samych samogłoskach. Termin ten stosowano w odniesieniu do kompozycji powstałych przed wykształceniem się organum melizmatycznego.
W XIV w. termin ten był używany ogólnie w stosunku do kontrapunktu, a pojawił się w traktacie o gatunkach kontrapunktu "Ars discantus" Johannesa de Muris.
W XV-wiecznej muzyce angielskiej termin ten oznaczał dwugłosowy śpiew, w którym głosy prowadzone są w równoległych interwałach tercji lub seksty lub decymy (była to początkowa forma fauxbourdonu).
Discantus supralibrum to dołączanie do zapisanego głosu tenoru innych głosów w formie improwizacji.
Dyszkantem zwany jest najwyższy, falsetowy rodzaj głosu ludzkiego oraz o analogicznym brzmieniu wysoki głos w organach.